# Майр, Ига
Ига Майр (пол. Iga Mayr)  — польская актриса театра и кино.

## Биография
Ига Майр родилась 17 апреля 1921 года во Львове.
Дебютировала в Объездном театре Польской Армии в 1945 году. В 1953 году она сдала актёрский квалификационный экзамен.
Служила в театрах в разных польских городах (Кошалин, Гданьск, Кельце, Торунь, Быдгощ, с 1964 года Вроцлав).
Умерла 28 января 2001 г. во Вроцлаве, похоронена на Особовицком кладбище.

## Избранная фильмография
- 1968 — Последний после бога / Ostatni po Bogu — Крыся, медсестра
- 1969 — Человек с ордером на квартиру / Człowiek z M-3 — пани Пехоцкая, мать Томаша
- 1971 — Кардиограмма / Kardiogram — медсестра
- 1971 — Эпидемия / Zaraza — доктор Конопацкая
- 1972 — Дьявол / Diabeł — мать Якуба
- 1974 — Первый правитель (Гнездо) / Gniazdo — ведьма
- 1974 — Это я убил / To ja zabiłem — судья
- 1975 — Грех Антония Груды / Grzech Antoniego Grudy — жительница деревни Кремпишув
- 1978 — Без наркоза / Bez znieczulenia — Анна Лукасик, мать Евы
- 1979 — Грезить во сне / Śnić we śnie — Ирена, мать Магды
- 1983 — Шкатулка из Гонконга / Szkatułka z Hongkongu — женщина в казино
- 1986 — Танго с кашлем / Tango z kaszlem — продавщица
- 1994 — Лягушачий прыжок / Żabi skok — ведьма

## Признание
- Серебряный Крест Заслуги (1973).
- Рыцарь Ордена Возрождения Польши (1981).